# Friedrich Schreck

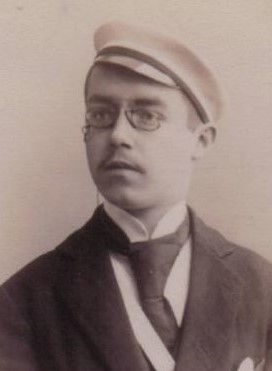
Friedrich Schreck

Friedrich Schreck (* 8. Oktober 1878 in Frankenthal (Pfalz); † 25. Oktober 1946 in München) war ein deutscher Kommunalbeamter.

## Leben
Schreck entstammte einer Beamtenfamilie und studierte an der Ludwig-Maximilians-Universität München Rechtswissenschaft. Am 5. November 1896 wurde er Fuchs bei Transrhenania, dem Corps der Rheinpfälzer. Am 28. Juni 1897 recipiert, zeichnete er sich in zwei Semestern als Senior aus. Als Inaktiver wechselte er an die Friedrich-Alexander-Universität Erlangen. Dort bestand er zur Jahrhundertwende das Universitätsexamen. Als Einjährig-Freiwilliger diente er bei der 3. Königlich Bayerischen Division im heimatlichen Landau. Als Rechtspraktikant kam er nach Solbad Dürkheim (1901), Landau (1902), Kirchheimbolanden (1903) und München (1904). In München legte er 1904 den Staatskonkurs ab. Nach kurzer Verwendung an der Regierung von Oberbayern wurde er im selben Jahr Amtsanwalt in München. Zum 1. Oktober 1908 kam er als Bezirksamtsassessor nach Regen. 
Den Beginn des Ersten Weltkriegs erlebte er als Oberleutnant der Landwehr und Kompanieführer im Regensburger Königlich Bayerischen 11. Infanterie-Regiment „von der Tann“. Als Hauptmann der Landwehr war er Stadtkommandant in Rowno, Ukraine. Seit 1. Oktober 1915 Bezirksamtsassessor in Rosenheim, wurde er nach Kriegsende rückwirkend zum 1. April 1920 Regierungsrat 1. Klasse mit dem Titel Oberamtmann. Am 1. Juli 1923 kam er als Bezirksamtsvorstand zum Bezirksamt Bogen, wo ihm die jährlichen Hochwasser der Donau viel Ärger bescherten. Seit 1. Janar 1928 Oberregierungsrat, ersuchte er in mehreren Eingaben um Versetzung. Am 1. Juni 1930 durfte er das Bezirksamt Neu-Ulm übernehmen. Obwohl er als Oberregierungsrat am 1. Mai 1933 in die Nationalsozialistische Deutsche Arbeiterpartei eingetreten war (Nr. 3.390.108), wurde er als „Bürokrat und Paragraphenreiter“ diffamiert. „Den Anforderungen des Dienstes gesundheitlich in keiner Weise mehr gewachsen“, ersuchte er im Juli 1939 um Versetzung in den Ruhestand. Mit 61 Jahren schied er am 31. Oktober 1939 aus dem Amt. Anschließend übersiedelte er nach München. Dort starb er kurz nach seinem 68. Geburtstag. Sein Sohn Heinz Schreck (1914–1998) war Apotheker in Unterföhring. 
In Neu-Ulm folgte ihm interimistisch sein Stellvertreter, Regierungsassessor Konrad. Im Juni 1940 kam der SS-Obersturmführer Julius Taschke († 1941) auf den Landratsposten.

## Auszeichnungen
- Eisernes Kreuz II. Klasse (1915)
- Militärverdienstorden (Bayern) IV. Kl. mit Schwertern (1916)
- Dienstauszeichnung der Bayerischen Landwehr
- Prinzregent-Luitpold-Medaille